# Панаев, Владимир Иванович
Владимир Иванович Панаев (6 (17) ноября 1792 — 20 ноября (2 декабря) 1859, Харьков) — русский поэт и чиновник, тайный советник, статс-секретарь, автор прозы и похвальных слов Александру I (1816), князю Кутузову-Смоленскому (1823) и Г. Р. Державину (1817). Поэзия Панаева была отмечена золотой медалью Российской академии наук. Панаев был членом Российской Академии (1833), ординарным академиком Императорской Академии наук (1841), почетным членом Императорской академии художеств, Казанского университета и Общества любителей отечественной словесности при нём.

## Биография
Родился в селе Тетюши Казанской губернии в дворянской семье. Сын пермского губернского прокурора  И. И. Панаева и Надежды Васильевны, урождённой Страховой. Окончил казанскую гимназию (1807) и университет. Служил в министерстве юстиции, по ведомству путей сообщения, в министерстве народного просвещения и в министерстве двора, где дослужился до директора канцелярии (1832) с правом личного доклада Николаю I. Панаев придавал большое значение чиновной карьере и в сильной степени был проникнут бюрократическим духом. Панаев являлся также владельцем бумажной фабрики в Туринске.
Панаев любил изящные искусства и собирал картины и другие художественные произведения. Панаев был знаком со всеми литературными деятелями своего времени, но чуждался писателей Пушкинского кружка и очень неблагосклонно относился к Белинскому и Гоголю (последний в начале 30-х был его подчиненным).

Был женат на Прасковье Александровне Жмакиной, дочери казанского губернатора Александра Яковлевича Жмакина и Веры Яковлевны Кудрявцевой (внучки Н. Н. Кудрявцева). Из девяти детей четверо умерли в малолетстве. Сыновья — Александр (офицер), Петр (17.10.1832— ?; камер-паж, поэт, музыкант), дочери — Вера (поэтесса и музыкантша), Надежда (1827—1909, по мужу Кисловская).
Умер в Харькове на обратном пути с Кавказа в Петербург, погребен в Петербурге в Некрополе Мастеров искусств Александро-Невской Лавры.

## Поэзия
Панаев — идиллик по преимуществу. Его идиллии проникнуты духом сентиментализма. Вкус к этого рода поэзии в нём воспитало руководство матери и других женщин, тихая жизнь в семье и постоянное пребывание, в детские годы, в деревне. Первые его стихотворения появились в 1817 г., в «Сыне Отечества» и «Благонамеренном». На них обратил внимание Державин, внучатыӣ дед Владимира Ивановича, который посоветовал молодому поэту заняться литературами греческой и римской и взять за образец Геснера; последнему Панаев оставался верен во всю свою жизнь. Обильной волной вошла и греко-римская жизнь в содержание идиллий Панаева. В 1820 году идиллии Панаева вышли отдельной книжкой (из 25 пьес, которым было предпослано «Рассуждение о пастушеской поэзии»), встреченной с похвалами и критикой, и публикой; Российская академия наградила автора золотой медалью. «Пленительная простота с чистосердечием невинности, любовь к семье, легкая задумчивость, не чуждая улыбки, и страсть, не лишенная грации» — основы и отличия идиллий Панаева, к тому же написанных довольно легким языком. Наиболее характерные из них: «Сновидение», «Больной», «Выздоровление Ликаста» и «Дамет». Кроме идиллий ему принадлежат ещё несколько стихотворений («Весна», «К родине», «Вечер», «Русская песня» и др.)
А. С. Пушкин жестко критиковал Панаева за слащавую сентиментальность, «как будто не Панаев писал, а его разлюбезный камердинер». В своих стихах «Русскому Геснеру» Пушкин намекает на Панаева, последователя европейского сочинителя идиллий Соломона Гесснера.

## Похвальные слова
Панаеву принадлежат три похвальных слова: Александру I (1816), князю Кутузову-Смоленскому (1823), Г. Р. Державину (1817).

## Рассказы и повести
Панаеву принадлежат несколько написанных в карамзинском стиле рассказов и повестей, печатавшихся в «Сыне Отечества» и «Благонамеренном», а также в «Новой Библиотеке для чтения». Более выдающиеся из них: «Романическое письмо из С.-Петербурга», «Приключение в маскараде», «Жестокая игра судьбы», «Не родись ни пригож, ни красив, а родись счастлив» и «Иван Костин».

## Мемуары
В год смерти Панаева вышли его «Воспоминания о Державине» в альманахе «Братчина» (ч. I СПб., 1860). Свои «Воспоминания», отличающиеся богатством содержания, но не всегда объективной оценкой действующих лиц, Панаев довел до 1859 г., но из них пока напечатаны только отрывки: в «Вестнике Европы» (1867, № 3 и 4) — о детстве и обучении Панаева и о знакомстве с Державиным и в «Русской Старине» (1892, № 11 и 12; 1893, № 2 и 5) — о князе П. М. Волконском, о сооружении храма Спасителя в Москве, о кончине Николая I; о бракосочетании и кончине великой княгини Александры Николаевны и о действиях Магницкого в Казани (см. также поправки и дополнения к ним в «Вестнике Европы», 1868, № 4, и в «Русском Архиве», 1868, № 1).